# Nikola Tkalčić
Nikola Tkalčić, född 3 december 1989 i Zagreb i Jugoslavien, är en kroatisk fotbollsspelare som spelar för Smedby AIS och har tidigare representerat IFK Norrköping.

## Karriär
Nikola Tkalčić flyttade till Sverige år 2011 för spel i IFK Norrköping, där de tre kommande åren kantades av både framgång och motgång, främst på grund av skador. Trots detta blev han säsongen 2015 svensk mästare i fotboll med laget, en säsong i vilken han missade endast fyra matcher. Säsongen efter guldet kallades han för Allsvenskans mest underskattade spelare och i slutet av 2017 års allsvenska säsong tackades han av publiken på Östgötaporten och Curva Nordahl för sin långa och trogna insats i IFK Norrköping, som bland annat hjälpt laget till SM-guldet.
I december 2017 värvades Tkalčić av norska Sarpsborg 08, där han skrev på ett tvåårskontrakt och lånades sedermera ut till Aalesund. Den 17 maj 2019 värvades Tkalčić av Jönköpings Södra IF, där han skrev på ett kontrakt säsongen ut.
I augusti 2019 återvände Tkalčić till kroatiska NK Varaždin. I juli 2021 återvände Tkalčić till Sverige för spel i Norrby IF, där han skrev på ett kontrakt över resten av säsongen och därefter option över ytterligare två år. Efter säsongen 2021 lämnade Tkalčić klubben. I januari 2022 värvades Tkalčić av IF Sylvia, där han skrev på ett tvåårskontrakt.
Den 4 december 2022 lämnade Tkalčić Sylvia för spel i ADAS United.

Den 13 december 2023 lämnade Nikola ADAS United för spel i Norrköpingslaget Smedby AIS.